# Superstrat

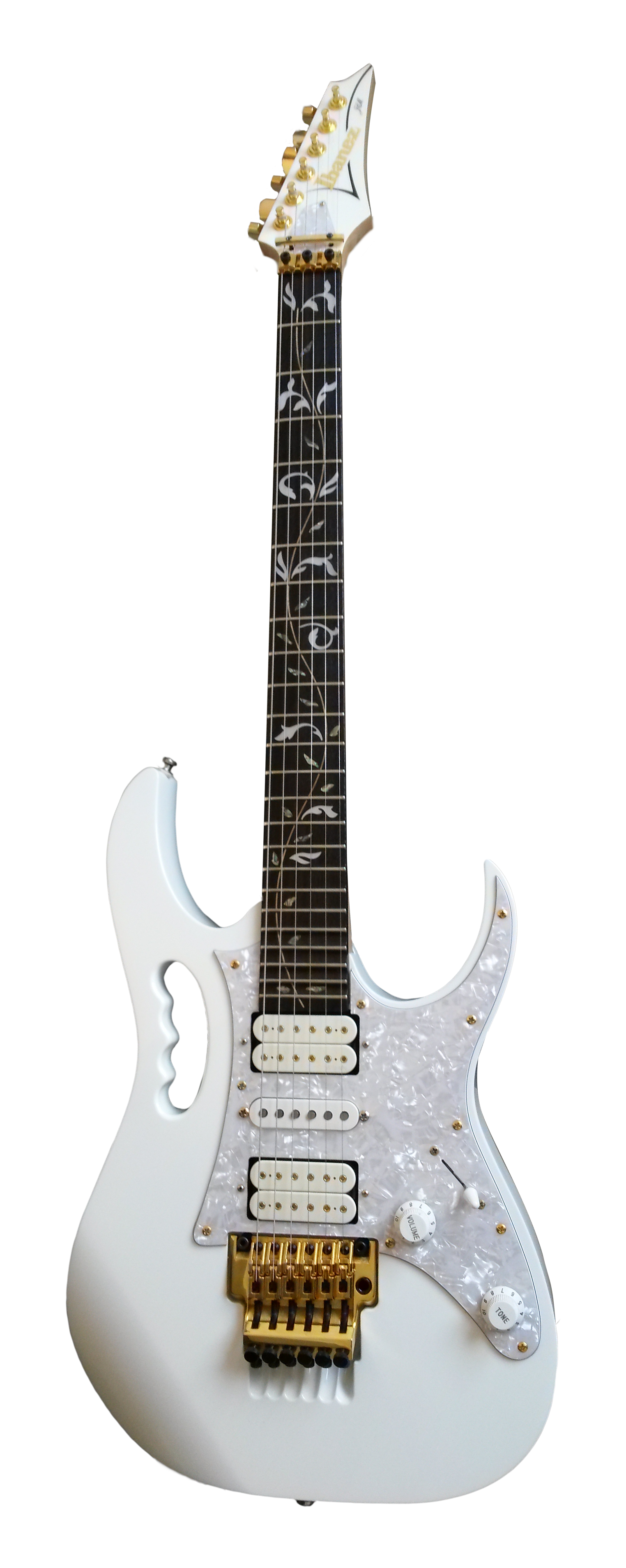
Guitarra Ibanez JEM con un cuerpo puntiagudo de cortes profundos, pastillas HSH, trémolo de bloqueo y un mástil delgado de 24 trastes.

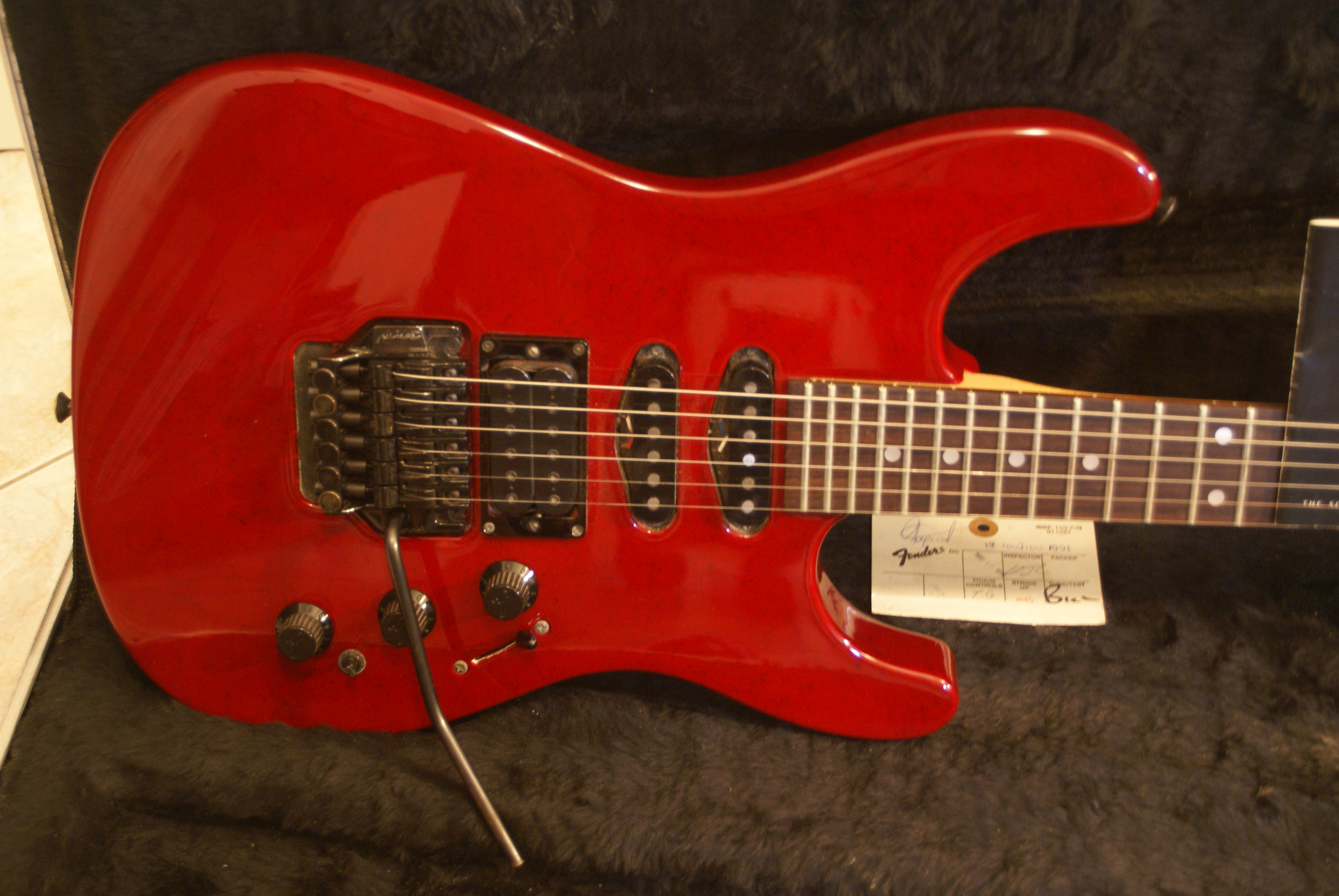
Una Fender HM Strat americana de los 90.

Superstrat es el nombre dado a un tipo de guitarra eléctrica que se asemeja en diseño a una Fender Stratocaster pero con diferencias claramente distinguibles a una Stratocaster estándar, usualmente para abastecer un estilo diferente de tocar. Diferencias típicas son un diseño más puntiagudo, con formas más agresivas en el cuerpo y mástil, diferentes maderas, mayor número de trastes, uso de pastillas humbucker y sistemas de bloqueo de trémolo, comúnmente el Floyd Rose.
En realidad no existe una definición exacta de Superstrat; la clasificación todavía se deja en gran parte a la opinión popular y depende en gran medida del artista asociado con determinado modelo y como se comercializa.

## Historia

### Origen en modificaciones personalizadas

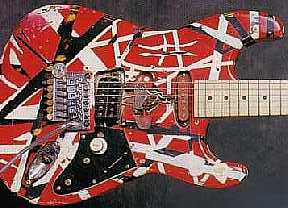
La Frankenstrat de Eddie Van Halen.

Con el aumento de popularidad de la música Heavy Metal durante principios de la década de los 1980, los guitarristas comenzarían a buscar guitarras más adecuadas para el nuevo estilo, tanto en términos de apariencia (diseños más agresivos y "puntiagudos) y sonido (facilidad de reproducción y tono más amplio que suene agradable con amplificación de alta ganancia). Guitarristas como Ritchie Blackmore, Uli Jon Roth y Dave Murray han usado Fender Stratocasters, pero cada uno tiene modificaciones menores en su instrumento para adaptarse a su estilo individual.